# Stony Stratford
Stony Stratford è una delle quattro comunità che, aggregate, formano la città di Milton Keynes, nella contea del Buckinghamshire, in Inghilterra.